# Lý Thư Văn
Lý Thư Văn (phồn thể: 李書文, giản thể: 李书文, Li Shuwen, 1862-1934), tự Đồng Thần (同臣), là một võ sư Bát cực quyền lừng danh của Trung Quốc thời Thanh mạt.

## Xuất thân học võ
Ông sinh năm 1862, hoặc 1864, người Trường Sa (hoặc Nam Lương), Thương Châu, Hà Bắc, một trong những cái nôi của võ thuật Trung Hoa. Xuất thân từ một gia đình bần nông, sinh hoạt khó khăn, từ nhỏ ông theo một đoàn hát vừa học vừa kiếm sống. Lý Thư Văn văn tài kém cỏi, nhưng rất siêng năng học võ, dù nhiều lần sơ suất bị thương tích trầm trọng. Trong một lần tập luyện, ông bị trúng mộc đao vào chân trái, bị hoại tử, buộc phải cắt đi một khối thịt, do đó mà trở thành thương tật. Sau khi chữa trị, dáng đi ông bị mất thăng bằng, thể lực không đủ. Ông rời đoàn hát về quê, đến Mạnh Thôn (nay thuộc khu tự trị dân tộc Hồi, cách Thương Châu tỉnh Hà Bắc (Trung Quốc)) để thụ giáo với quyền sư Trương Cảnh Tinh.
Trương Cảnh Tinh là một danh sư Bát Cực Quyền. Ông là con trai thứ hai của quyền sư Trương Khắc Minh, truyền nhân "Trương gia Bát thức". Ông cũng rất nổi tiếng tuyệt kỹ thương pháp "Lục hợp đại thương", được giới võ thuật tôn xưng "Thần thương Trương". Nhận thấy khả năng võ thuật của Lý Thư Văn, ông giới thiệu đệ tử mình sang thụ giáo môn Phách Quải Chưởng với sư huynh mình là Hoàng Tứ Hải ở thôn La Thoản gần đó. Hoàng Tứ Hải cũng là một cao thủ thương pháp, được giới võ thuật tôn xưng "Thần thương Hoàng". Ngoài ra, ông còn dựa trên "Trương gia Bát thức", sáng tạo nên "Kim cương Bát thức", một thức khác của Bát Cực Quyền do chính ông sáng tạo nên. Ngoài ra, Lý Thư Văn còn thụ giáo thêm với Kim Điện Thăng, cũng là một danh gia Bát Cực Quyền.
Lý Thư Văn được xem là một cao thủ trong giới võ lâm Trung Hoa lúc đó, đặc biệt kỹ năng đánh thương của Lý được tán thưởng nhiệt liệt và mang lại cho ông danh hiệu "Thần thương Lý" (神槍李). Trong các cuộc tỉ thí võ thuật ông chưa bao giờ bị đánh bại, thậm chí bản thân Lý Thư Văn từng nói rằng "Ta chưa từng biết thế nào là đánh trúng đối thủ hai lần".", ngụ ý chưa có đối thủ nào chịu quá một đòn đánh của ông. Lý Thư Văn cũng là người có niềm say mê hiếm thấy đối với môn võ của mình, ông thường xuyên luyện tập với cây thương mỗi khi có điều kiện.
Trước danh tiếng của Lý, nhiều võ sinh - thậm chí là những người có võ công cao cường - đã đến tìm ông tầm sư học đạo. Trong số các học trò của Lý Thư Văn có nhiều người đã trở thành những võ sư nổi tiếng, tỉ như Hoắc Điện Các (霍殿閣, cận vệ của vua Phổ Nghi), Li Chenwu (cận vệ của Mao Trạch Đông), Lưu Văn Tiều (劉雲樵, người huấn luyện võ thuật cho các cận vệ của Tưởng Giới Thạch), Mã Anh Đồ và Mã Phượng Đồ (馬英圖, 馬鳳圖 hai trong số những người giới thiệu Bát cực quyền vào Trung ương Quốc Thuật quán). Tuy nhiên Lý Thư Văn là một con người khó gần, cứng rắn, và rất ngang tàng. Cả đời ông luôn vướng vào những cuộc tỉ võ với những cao thủ khác, ngay cả trong giai đoạn cuối đời. Chính tính cách đó đã mang lại cho ông nhiều kẻ thù, và ông đã bị một trong số đó đầu độc tại một quán nước năm 1934. Lý Thư Văn qua đời trên đường đến nhà thầy thuốc, hưởng thọ 70 tuổi. Ngôi mộ của Lý Thư Văn tọa lạc ở làng Nam Lương thuộc Thương Châu, Hà Bắc.